# Valentina Visconti, reina de Chipre
Valentina Visconti (fallecida en 1393) fue reina consorte de Chipre y reina consorte de Jerusalén por el matrimonio con Pedro II de Chipre . Era hija de Bernabò Visconti y de su esposa Beatrice Regina della Scala .

## Vida
Valentina nació en Milán y fue la undécima de diecisiete hijos.

### Reina de Chipre
En 1363, el rey Pedro I de Chipre visitaba Milán para persuadir a los gobernantes cristianos para emprender una cruzada contra los turcos. El 22 de enero de 1363 el padre de Valentina, Bernabò, le prometió a Pedro que su hija se casaría con su hijo, el futuro Pedro II de Chipre. La primera elección del matrimonio de Pedro habría sido con una hija de Juan V Paleólogo; esta sugerencia fue rechazada por razones políticas, ya que los latinos no alentaron el matrimonio de Pedro con una princesa griega. La justificación que se le dio a los mensajeros de Bizancio fue que el rey estaba ocupado con los peligros que amenazaban a Chipre debido a la invasión genovesa de la isla.
En 1373, Valentina estaba a punto de irse a Milán a Chipre para casarse con Pedro, pero el matrimonio tuvo que ser pospuesto debido a los combates entre Chipre y los genoveses.
En septiembre de 1377, el matrimonio se realizó por poder. La novia salió de Milán al año siguiente.
Pedro y Valentina tuvieron una hija que murió a la edad de dos años en Nicosia en 1382.
Se sabe que Valentina no se llevaba bien con su suegra Eleanor debido a su participación en muchos asuntos y escándalos.
Para evitar más problemas entre las dos, Pedro envió a Eleanor de regreso a la Corona de Aragón, que ella protestó.

### Viudedad
El 13 de octubre de 1382, Valentina quedó viuda. Chipre intentó obtener un regente para su hija y, por lo tanto, el gobierno del reino, y Valentina quiso tomar este puesto. Incluso su suegra Eleanor de Aragón había sido regente de Pedro cuando era menor de edad. Sin embargo, la hija de Valentina murió junto con todas las esperanzas de una regencia. Chipre debería haber ido a su hermana Margaret y sus hijos, sino que en su lugar se fue al tío de Pedro, Jacobo
Algunas fuentes informan que Valentina se volvió a casar en 1383, tomando como su segundo marido al conde Galeazzo.
Valentina murió en 1393.